# Индейки
Инде́йки (лат. Meleagris) — род курообразных из семейства фазановых, включающий два вида крупных птиц, которые водятся в лесах Америки от центральных и восточных штатов США на юг до Гватемалы. Входит в трибу тетеревиных (Tetraonini) подсемейства фазанов (Phasianinae).

## Общая характеристика
Голова и передняя часть шеи голые, бородавчатые с мясистыми лопастями («бородавками») у основания верхней половинки клюва и на горле.
Некоторые перья передней части груди щетинистые. Третье маховое перо длиннее всех. Хвост 18-пёрый, широкий и может подниматься.
Плюсна длиннее среднего пальца с короткой, тупой шпорой.

## Распространение
Индейка (M. gallopavo) встречается в диком состоянии в лесах Северной Америки, по берегам Миссури и Миссисипи, где отличается значительной величиной (самцы весят до 8 кг).
Глазчатая индейка (M. ocellata) обитает в Центральной Америке.

## Классификация
Некоторыми авторами индейковые выделялись ранее в самостоятельное семейство Meleagrididae G. R. Gray, 1840, или Meleagridae. Кроме того, различали три вида индеек.
В настоящее время род индеек Meleagris Linnaeus, 1758 включается в трибу Tetraonini. Международный союз орнитологов относит к нему два вида:
- Дикая индейка (Meleagris gallopavo)
- Глазчатая индейка (Meleagris ocellata)

Домашние индейки произошли от диких (M. gallopavo).

## Генетика
Кариотип: 80 хромосом (2n).
Молекулярная генетика
- Депонированные нуклеотидные последовательности в базе данных EntrezNucleotide, GenBank, NCBI, США: 290 825 (по состоянию на 3 марта 2020).
- Депонированные последовательности белков в базе данных EntrezProtein, GenBank, NCBI, США: 30 615 (по состоянию на 3 марта 2020).

Бо́льшая часть депонированных последовательностей принадлежит индейке (M. gallopavo) — генетически наиболее изученному представителю данного подсемейства.
Геном: 1,31—1,68 пг (C-value). Полное секвенирование генома домашней индейки было завершено в 2010 году; при этом индейка стала третьим видом птиц (после курицы и зебровой амадины), для которого имеются физическая карта и сборка последовательности полного генома. Благодаря хорошему качеству сборки генома M. gallopavo, осуществлённой на хромосомном уровне, вид имеет важное значение в сравнительной геномике для выяснения эволюции птичьих геномов.